# Карл (Салм-Хорстмар)
Карл Алексис Хайнрих Вилхелм Адолф Фридрих Фердинанд Франц Ото Едуард фон Салм-Хорстмар (на немски: Karl Alexis Heinrich Wilhelm Adolph Friedrich Ferdinand Franz Otto Eduard zu Salm-Horstmar; * 20 октомври 1830, Коесфелд, Северен Рейн-Вестфалия; † 9 септември 1909, Хьокстер, Северен Рейн-Вестфалия) е принц на Салм-Хорстмар.

## Биография
Той е най-големият син (третото дете) на граф и вилдграф-Рейнграф, 1. княз Вилхелм Фридрих Карл Август фон Салм-Хорстмар (1799 – 1865) и съпругата му графиня Елизабет Анна Каролина фон Золмс-Рьоделхайм-Асенхайм (1806 – 1885), дъщеря на граф Фолрат Фридрих Карл Лудвиг фон Золмс-Рьоделхайм-Асенхайм (1762 – 1818) и графиня Филипина Шарлота София фон Золмс-Лаубах (1771 – 1807). Брат е на наследника Фридрих Ото I (1833 – 1892), 2. княз на Салм-Хорстмар, и на принц Едуард (1841 – 1923).
На 22 ноември 1816 г. баща му получава титлата 1. княз на Салм-Хорстмар.
Карл фон Салм-Хорстмар умира бездетен на 78 години на 9 септември 1909 г. в Хьокстер, Северен Рейн-Вестфалия.

## Фамилия
Карл фон Салм-Хорстмар се жени на 1 август 1868 г. в Шилингсфюрст за принцеса Елиза Аделхайд Каролина Клотилда Фердинанда фон Хоенлое-Шилингсфюрст (* 6 януари 1831, Ротенбург на Фулда; † 29 юни 1920, Хьокстер), най-малката дъщеря на 5. княз Франц Йозеф фон Хоенлое-Шилингсфюрст (1787 – 1841) и принцеса Каролина Фридерика Констанца фон Хоенлое-Лангенбург (1792 – 1847). Те нямат деца.